# Mariana de Sousa, Marquesa de Arronches
Mariana de Sousa, Marquesa de Arronches, de nome completo Mariana Luísa Francisca de Sousa Tavares Mascarenhas da Silva (Porto, 25 de abril de 1672 – Lisboa 30 de dezembro de 1743) era uma nobre portuguesa, pertencente à antiquíssima família Sousa, tendo sido 29ª Senhora da Casa de Sousa. 
Foi também 2ª Marquesa de Arronches e 5ª Condessa de Miranda, suo jure.

## Biografia
Nascida na cidade do Porto a 25 de abril de 1672, D. Mariana Luísa Francisca era a filha herdeira dos quartos condes de Miranda do Corvo, D. Diogo Lopes de Sousa e D. Margarida de Vilhena. Os seus avós paternos eram Henrique de Sousa Tavares, 3º Conde de Miranda e 1º Marquês de Arronches, e D. Mariana de Castro. Os seus avós maternos eram os terceiros condes de Sabugal D. João de Mascarenhas e D. Brites de Meneses.
O avô de D. Mariana Luísa, D. Henrique de Sousa Tavares, 3º Conde de Miranda, fora feito 1º Marquês de Arroches pelo infante D. Pedro, regente por D. Afonso VI, por carta de 27 de junho de 1674. Assim, em vida, cedeu ao filho, D. Diogo, o condado de Miranda.
Como D. Diogo morreu antes do pai, em 1672, D. Mariana Luísa herdou, nesse ano o condado de Miranda do pai e, em 1706, o Marquesado de Arronches do avô bem como o Senhorio da Casa de Sousa.

### Casamento e descendência
Como filha única D. Mariana Luísa era não só uma rica herdeira como também a representante da ilustre linhagem dos Sousa, sendo uma aliança fortemente cobiçada.
Assim, em 23 de abril de 1684, D. Mariana Luísa casou com Carlos José de Ligne um príncipe da prestigiada Casa de Ligne, segundo varão de Cláudio Lamoral I, 3º príncipe de Ligne, e de sua mulher (e prima) Clara Maria de Nassau (filha de João VIII, Conde de Nassau-Siegen).
Deste casamento nasceram três filhas, apenas uma das quais atingiu a idade adulta:
- Luísa Casimira de Sousa Nassau e Ligne, duquesa de Lafões (1694-1729), que viria a casar com o infante D. Miguel de Bragança, Duque de Lafões, filho legitimado do rei D. Pedro II de Portugal. Deste casamento descende a Casa Ducal de Lafões.

## As ligações ibéricas da Casa de Ligne
A Casa de Ligne, com origem nos Países Baixos espanhóis, eram súbditos do rei Filipe IV de Espanha; os príncipes de Ligne foram feitos Grandes de Espanha e Cavaleiros da Ordem do Tosão de Ouro (1648). 
O príncipe Cláudio Lamoral I de Ligne (sogro de D. Mariana Luísa) foi embaixador do rei Filipe IV junto de Carlos II de Inglaterra e, mais tarde, ocupou os cargos de Vice-rei da Sicília (1670-1674) e Governador de Milão (1674-1678). O seu prestígio era imenso e três dos seus filhos realizaram vantajosas alianças matrimoniais com a nobreza ibérica:
- Henrique Luís (Henri Louis) (1644-1702), que sucedeu ao pai como 4º Príncipe de Ligne e do Sacro Império, casou em 1677 com a nobre de origem aragonesa Joana Francisca Folch de Cardona, filha do Duque de Segorbe;
- Clara Luísa[5] (Claire Louise) (m. 1684), que casou por duas vezes:
  - em 1664 com o nobre português D. Raimundo de Lencastre, 4.º Duque de Aveiro, exilado em Madrid[6], morto em 1666, sem geração;
  - em 1666 com o nobre castelhano Íñigo Vélez de Guevara, 10º Conde de Oñate, com geração.
- Carlos José (Charles Joseph) (1661-1713), que se veio a casar em 1684 com D. Mariana de Sousa, tornando-se assim Marquês consorte de Arronches e Conde consorte de Miranda do Corvo, com geração.